# Manuel Guggenberger
Manuel Guggenberger (* 22. října 1980 Innsbruck) je rakouský herec.

## Život
V letech 1992–1998 účinkoval v 72 epizodách televizního seriálu Doktor z hor. V roce 1999 se jako host objevil ve dvou epizodách.
V roce 1998 po ukončení natáčení Doktora z hor opustil hereckou dráhu. Složil maturitu a vystudoval architekturu a stavebnictví v Innsbrucku. Poté začal pracovat jako inženýr v jedné innsbrucké architektonické kanceláři.
Jeho mladší bratr Matthias je mistrem Rakouska ve skeletonu.

## Filmografie
- 1992–1999: Doktor z hor